# Pagosa Springs
Pagosa Springs är administrativ huvudort i Archuleta County i Colorado. Enligt 2010 års folkräkning hade Pagosa Springs 1 727 invånare.